# Station Gniazdowo
Station Gniazdowo is een voormalig spoorwegstation in het Poolse lintdorp Gniazdowo, voor 1945 bekend als Schönhorst. Het had een enkelzijdig perron.
Het station lag aan de voormalige smalspoorlijn van de Westpreußischen Kleinbahnen AG die van het smalspoorstation van Nowy Dwór Gdański (voormalig Tiegenhof) in het oosten naar Lichnowy (vm.  Groß Lichtenau) in het zuiden liep. Ruwweg parallel aan dat laatste traject lopen de internationale fietsroute EV9 en westelijker de rivier de Wisła.